# Pierre Nord
Pour les articles homonymes, voir Nord (homonymie).
Œuvres principales
- Double crime sur la ligne Maginot (1936)
- Terre d'angoisse (1937)
- Mes camarades sont morts (1947-1949)

Pierre Nord (de son vrai nom André Brouillard) est un militaire et romancier français né le 15 avril 1900 au Cateau-Cambrésis (Nord) et mort le 9 décembre 1985 à Monaco. Il mène une carrière de militaire dans les services de contre-espionnage puis d'écrivain historien et romancier.

## Biographie

### Vie privée
André Brouillard est le fils de Léon Michel Brouillard (1871-1948), employé de commerce, et de Céline Burillon (1872-1953), giletière. le 17 juin 1929, il épouse  Marion Whitney Lopp à Paris puis, divorcé, il se remarie le 5 juin 1947 avec Françoise Monique Myriam Bernard.

### Première Guerre mondiale
Son destin de spécialiste du renseignement se révèle très tôt. Sa ville étant occupée par les troupes allemandes de 1914 à 1918, il se livre à la collecte d'informations au sein du réseau La Dame blanche pour les alliés en observant les mouvements de trains allemands. Il est arrêté par l'occupant à Saint-Quentin en 1916. Condamné à mort, il est gracié en raison de son jeune âge et envoyé dans un « Strafbataillon » (bataillon disciplinaire).

### Entre-deux-guerres
La fin de la guerre lui permet de reprendre ses études. Élève à l'école spéciale militaire de Saint-Cyr de 1920 à 1922 (promotion de la Devise du Drapeau), il entame une carrière d'officier des chars. Il se distingue en 1926 lors de la guerre du Rif au Maroc où il est blessé. Il est admis à l'École supérieure de guerre de 1932 à 1934 et diplômé de l'École libre des sciences politiques.
Il entre au Deuxième Bureau (bureau de l'État-major des armées chargé du recueil et de l'analyse du renseignement). Au milieu des années 1930, alors capitaine, il apporte son concours au réseau clandestin anti-communiste fondé par le colonel Georges Groussard et le capitaine Jean Chrétien qui fusionne en août 1936 avec les réseaux Corvignolles de Georges Loustaunau-Lacau,.
Il publie son premier roman en 1936, Double crime sur la ligne Maginot, un roman policier situé dans le contexte militaire d'une ligne Maginot qui évoque déjà la future « drôle de guerre ». Son deuxième ouvrage, Terre d'angoisse, en 1937, est un vrai roman d'espionnage inspiré de ses souvenirs du premier conflit (la ville de Saint-Quentin y est rebaptisée Saint-Quorentin). Ses deux livres ont un grand succès et ont immédiatement adaptés au cinéma.

### Seconde Guerre mondiale
Redoutant le pacifisme et le défaitisme qu'il croit voir triompher avec le Front populaire, il se rapproche des réseaux militaires d'extrême droite. Alain Griotteray dira de lui : « Catholique et conservateur, c'est avant tout un nationaliste passionné ».

Pierre Nord devient ensuite chef des services spéciaux des 9e et 10e armées lorsqu'il est fait prisonnier (à nouveau) par les troupes allemandes en 1940. Il s'évade et devient l’un des animateurs de la Résistance intérieure. En 1943-1945, après avoir appartenu au réseau de résistance « Travaux ruraux », il est — sous les ordres de son ami, le commandant Hubert de Lagarde — le second du réseau Éleuthère. Les renseignements fournis par ce réseau permettront à l'aviation alliée de pulvériser, dans la nuit du 4 au 5 mai 1944, la division blindée 9e Panzerdivision SS Hohenstaufen regroupée dans la région de Mailly-le-Camp/Châlons-sur-Marne (10 à 12 000 hommes tués ou hors de combat, 400 chars détruits, ainsi que de nombreux camions et autres véhicules).

« Reconstituée et regroupée dans la région de Mailly Arcis-sur-Aube, la division devait être acheminée sur le front de l'est grâce à 60 rames de 50 wagons. Grâce à des informations précises fournies à Londres par le réseau de résistance Éleuthère, animé notamment par les commandants Hubert de Lagarde et Pierre Nord, l'aviation alliée mena dans la nuit du 4 au 5 mai 1944 une attaque de grand style sur les emplacements où étaient massés les différents éléments de cette division. Au prix de 35 appareils abattus par la Flak, 400 chars furent détruits ou incendiés, 10 à 12 000 hommes tués ou mis hors de combat, sans compter les camions et véhicules. »

— Historique de la IXe Panzer Hohenstaufen

## Écrivain
À la Libération, Pierre Nord quitte l'armée avec le grade de colonel[réf. nécessaire] pour se consacrer à la littérature. Il participe à la réalisation d'un troisième film, Peloton d'exécution, tiré de son roman de même titre en 1944-45.
Il publie de très nombreux romans policiers, d'aventure et surtout d'espionnage. Pour Michel Lebrun, « il peut être considéré comme l'un des pères du roman d'espionnage », genre qui sera repris notamment par Jean Bruce et Gérard de Villiers. Ses romans, très documentés, ont pour héros récurrent le colonel Dubois, maître-espion tranquille inspiré d'un ancien chef du contre-espionnage français, Roger Lafont qui fut responsable du Service 23 du service de documentation extérieure et de contre-espionnage (SDECE) jusqu'à sa mort en 1952. Leur action se déroule sur les divers théâtres d'opérations de la guerre froide et de la décolonisation.
Ses premiers ouvrages sont parus dans la collection Le Masque à la librairie des Champs-Élysées. Par la suite, Pierre Nord est resté fidèle aux éditions Fayard. En 1956, il y crée la collection L'Aventure criminelle appelée également « Collection Pierre Nord » qu'il dirige jusqu'en 1965. Ses livres n'ont pas été réédités depuis plusieurs décennies. Pierre Nord est aussi l'auteur d'ouvrages historiques et de récits sur la guerre secrète : Mes camarades sont morts (trois volumes qui retracent l'histoire des réseaux « Société de travaux ruraux », Éleuthère et L'intoxication, explicitant notamment les manœuvres des alliés pour tromper Adolf Hitler sur le projet de débarquement en Normandie et l'aide apportée aux Alliés par les réseaux de la Résistance.
Un hommage en forme de clin d'œil lui est rendu dans le film de Bertrand Tavernier, Laissez passer (2002) où Pierre Nord est joué par l'acteur Philippe Saïd : chargé de réceptionner Jean Devaivre (incarné par l'acteur Jacques Gamblin), parachuté en pleine forêt au retour d'une équipée-éclair en Angleterre, on le voit pester contre « les amateurs qui gâchent le métier du renseignement ».

### Romans
- Double crime sur la ligne Maginot (1936)
- Terre d'angoisse ou Deuxième bureau contre Kommandantur (1937) (Prix du roman d'aventures 1937)
- Peloton d'exécution (1938)
- Le Capitaine Ardant (1938)
- La Conquête de la maison Dubard (1939)
- Un bastion de l'Empire (1940)
- Peloton d'exécution 1944 (1945)
- Un homme a trahi (1947)
- La Nuit des Karpathes (1949)
- Les Rendez-vous d'Ukraine (1949)
- Un cadavre de trop dans le film (1950)
- Chasse couplée au Caire (1951)
- L'Espion de Prague (1952)
- La Vierge du Rhin (1953)
- Qui est le policier ? (1953)
- Les Filles de Bucarest (1954)
- Le Guet-apens d'Alger (1955)
- Sixième colonne (1956)
- Journal d'un maître-chanteur (1956)
- Le Crime que je revendique (1956)
- Confessions d'un agent double (1956)
- Une femme nommée Judith (1957)
- Mort aux marchands de canons ! (1957)
- La Bigorne, caporal de France (1957)
- Bonne chance, Fathima ! (1958)
- Bombe à l'OTAN (1959)
- Vrai secret d'État (1959)
- La Ronde des espions polaires (1959)
- Le Club atomique (1960)
- Le Pays des rebelles (1960)
- Intelligence avec l'ennemi (1960)
- Sous-marins...ou quoi ? (1961)
- Vols de vautours sur le Congo (1961)
- Procès d'espionnage (1961)
- Intoxication cubaine ou Mystifications cubaines (1961)
- La Bouteille à la mer (1961)
- Pas de scandale à l'ONU (1962)
- Le Fou de Cattaro (1962)
- Le Mur de la honte (1962)
- Espionnage à l'italienne (1963)
- Deuxième manche à Cuba (1963)
- Passeports pour l'éternité (1963)
- La Foire aux savants (1964)
- Les Espionnes au coin du feu (1964)
- Ça sent le pétrole à Mazulicassar (1964)
- L'Agent Gross-Madrid (1964)
- Miss Péril-Jaune (1965)
- L'Espion de la Première Paix mondiale (1965)
- Les Espions trop secrets (1965)
- Le Piège de Saïgon (1965)
- Un homme a trahi (1965)
- Nuage atomique sur Tahiti-Mururoa (1966)
- Une affaire de fuites (1966)
- Ces espions que l'on échange (1967)
- Le Kawass d'Ankara (1967)
- Rendez-vous à Jérusalem (1968)
- La Conférence de la Forêt Noire (1968)
- Agent triple à Java (1968)
- L'Assassinat des colombes (1969)
- Le Treizième Suicidé (1969)
- Provocations à Prague (1970)
- Traduit du Chinois (1971)
- Les Chroniques de la guerre subversive : la mer aux grenouilles (1972)
- Les Chroniques de la guerre subversive : le canal de Las Americas (1973)
- L'Automne de Bucarest (1973)
- L'Été des colonels (1974)
- Le Fantôme de Martin Bormann (1974)
- ...Et Staline décapita l'Armée rouge (1975)
- Premier complot contre Hitler (1976)

### Essais et récits
- Pages de gloire (1945)
- Mes camarades sont morts (1947-1949) (3 tomes) Grand prix Vérité 1947 : 
  1. La Guerre du renseignement, Éditions "J'ai lu Leur aventure" no A112/113 ;
  2. Le contre-espionnage, Éditions "J'ai lu Leur aventure" no A114/115 ;
  3. La Préparation du débarquement.
- Le Sacrifice des cadets de Saumur, illustrations de Guy Arnoux, Librairie des Champs-Élysées (1947)
- Leclerc, l'épée de la France Libre
- Leclerc et ses hommes, illustrations de Raoul Auger, Éditions G. P., coll. Rouge et Or no 55 (1952)
- Pages de gloire, illustrations de Raoul Auger, Rouge et Or no 80 (1954)
- L'Extraordinaire Aventure du géant Roumi, illustrations de Guy Sabran, Éditions G. P. (1945). Inspiré de la vie d'Henry de Bournazel
- L'Eurafrique, notre dernière chance (1955)
- Charles de Foucauld, Français d'Afrique (1957) récompensé par le prix Marcelin Guérin de l'Académie française en 1958
- Cas de conscience de l'agent secret (1960)
- L'Actuelle guerre secrète (avec Jacques Bergier - 1967)
- L'Intoxication (1971)

### Adaptations au cinéma
- 1937 : Double crime sur la ligne Maginot, réal. Félix Gandéra, avec Victor Francen.
- 1939 : Deuxième bureau contre Kommandantur, réal. René Jayet et Maurice Bibal, avec Gabriel Gabrio et Junie Astor.
- 1945 : Peloton d'exécution, réalisé par André Berthomieu.
- 1951 : Capitaine Ardant, réal. André Zwoboda, avec Yves Vincent, Renée Saint-Cyr, Roland Toutain, Raymond Cordy.
- 1953 : La Vierge du Rhin, réal. Gilles Grangier, avec Jean Gabin.
- 1957 : La Bigorne, caporal de France, réal. Robert Darène, avec François Périer, Rossana Podestà, Robert Hirsch, Jean Lefebvre.
- 1973 : Le Serpent, réal. Henri Verneuil, avec Yul Brynner, Henry Fonda, Philippe Noiret, Dirk Bogarde (d'après Le Treizième Suicidé).

### Adaptation en bande dessinée
Trois romans ont été adaptés en bandes dessinées publiées dans la presse quotidienne avec des dessins d'Angelo Di Marco et des textes de Georges Cheylard :
- Capitaine Ardant (1951) réédité aux éditions Prifo (1977)
- Chasse couplée au Caire
- Terre d'angoisse (1955)

## Décorations
- Commandeur de la Légion d'honneur[2].
- Croix de guerre 1939–1945 (3 citations)[2].
- Croix de guerre des Théâtres d'opérations extérieurs (3 citations obtenues au Maroc en 1926)[2].
- Médaille de la Résistance française avec rosette (3 aout 1946)[6].